# Iglesia de Santa María la Mayor (Ledesma)
La iglesia de Santa María la Mayor es un templo católico de la localidad española de Ledesma, en la provincia de Salamanca.

## Descripción
El inmueble se encuentra en la plaza mayor de la localidad salmantina de Ledesma. Se trata de una construcción maciza realizada en buena parte en estilo gótico hispano-flamenco entre finales del siglo XV y principios del siglo XVI. La nave se abre con bóvedas de crucería con terceletes, levantándose a sus pies la tribuna sobre un gran arco escarzano.
Exteriormente destaca la portada sur, con decoración de bolas en sus arquivoltas, flanqueadas por pilares rematados en pináculos. La torre consta de tres cuerpos correspondientes a distintas épocas, siendo el más antiguo el inferior, abierto a la calle por una bóveda de cañón apuntado. El cuerpo superior se culmina con una balaustrada renacentista y espadaña barroca. Está construida de piedra pajarilla.
La iglesia aparece descrita en el décimo volumen del Diccionario geográfico-estadístico-histórico de España y sus posesiones de Ultramar de Pascual Madoz de la siguiente manera:

La fáb. de la igl. de Santa María es de piedra pajarilla, perfectamente labrada, la bóveda de la capilla mayor es de un gran mérito artístico, de figura de concha, teniendo tambien labrada otra, con sus correspundientes perfiles y dibujos cada una de las piedras, que forman el todo de esta bóveda: el resto de la techumbre se compone de diversos y variados ramales de bóvedas, formando porcion de polígonos en distintas y variadas direcciones, que le hacen de un relevante mérito, asi como el arco de debajo del coro, que tiene toda la tirantez del ancho de la igl. de unos 40 pies de lat. por 140 de long.; la torre se eleva sobre un arco que sirve de paso ó entrada á la plaza enlazándose con la fáb. de las casas.
(Madoz, 1847, p. 120)

## Estatus patrimonial
El 28 de febrero de 2002, el inmueble fue declarado bien de interés cultural, con la categoría de monumento, mediante un acuerdo publicado el 6 de marzo de ese mismo año en el Boletín Oficial de Castilla y León.